# Archelaos II (król Cylicji Trachejskiej)
Archelaos II (gr.  Αρχέλαος , Archélaos) (zm. 37 n.e.) – król Cylicji Trachejskiej od 17 n.e. do swej śmierci. Syn ostatniego króla Kapadocji Archelaosa I Filopatrisa Ktistesa Sotera oraz nieznanej z imienia królowej, zapewne córki króla Kapadocji Ariobarzanesa II Filopatora.
W r. 15 p.n.e. król Kapadocji Archelaos I, ojciec Archelaosa II, był w starym wieku, gdy przybył do Rzymu. Został wezwany rozkazem Tyberiusza, cesarza rzymskiego, bowiem ciążyły na nim oskarżenia, o których nic dokładnego nie wiemy. Niewykluczone, że cesarz żywił do niego od dawna uraz. Archelaos I niedługo potem zmarł w Rzymie, śmiercią naturalną lub w wyniku samobójstwa. Cesarz Tyberiusz postanowił dokonać aneksji Kapadocji, dodając jej prokuratora. Natomiast Archelaosowi II, synowi Archelaosa I, dał Cylicję Trachejską oraz Derbeę i Larandę.
Cylicja Trachejska była podzielona między wielu władców państw zależnych od Rzymu. Archelaos II otrzymał we władanie fragment obejmujący m.in. ziemie w okolicy Olby, zamieszkane przez Kietajów. Próbował przeprowadzić spis ludności celem ściągnięcia podatków, co spowodowało powstanie ludu Kietajów. Mając trudności z uśmierzeniem buntu, poprosił o pomoc namiestnika Syrii Lucjusza Witeliusza, który przysłał mu wojsko pod wodzą Marka Trebeliusza. Archelaos II zmarł bezpotomnie w 37 r. Jego królestwo zostało przekazane przez cesarza Tyberiusza Gajuszowi Juliuszowi Antiochowi IV Epifanesowi, ostatniemu królowi Kommageny w latach 38–72. Ten został usunięty z obu królestw, które zostały wcielone do imperium rzymskiego w 72 r.